# Ivoires de Salerne
Les Ivoires de Salerne sont une collection de plaques bibliques en ivoire du XIe ou du XIIe siècle environ  qui contiennent des éléments de l'art paléochrétien, byzantin et islamique ainsi que des influences de l'art roman occidental et de l'art anglo-saxon. Leur nombre est discuté, entre 38 et 70 plaques composeraient la collection. Il s'agit du plus grand ensemble unifié de sculptures en ivoire conservées du Moyen Âge pré-gothique ; elles représentent des scènes narratives de l'Ancien et du Nouveau Testament.
Certains chercheurs pensent que les ivoires ont une signification politique et servent de commentaire sur la querelle des Investitures à travers leurs iconographies. La majorité des plaques sont conservées au musée diocésain de la cathédrale de Salerne, d'où vient le principal éponyme de l'ensemble. On suppose que les ivoires sont originaires de Salerne et d'Amalfi, qui abritaient toutes deux des ateliers d'ivoire identifiés, mais aucun n'a été définitivement lié aux plaques, de sorte que la ville d'origine reste inconnue. De plus petits groupes de plaques et de fragments de panneaux sont actuellement conservés dans différentes collections de musées en Europe et aux États-Unis, dont le Metropolitan Museum of Art de New York, le musée du Louvre à Paris, le musée des Beaux-Arts de Budapest, le musée des Arts et Métiers de Hambourg, et la collection de sculptures des musées d'État de Berlin,.
En raison de leur quasi-intégralité et de leur excellent état de conservation, ils représentent le cycle décoratif en ivoire le plus important au monde.

## Contexte historique
Il semble établi, sur la base d'études commencées dans les années 1930 et toujours en cours, que les Ivoires de Salerne aient été réalisées presque exclusivement pour la cathédrale de Salerne, où elles ont toujours été conservé jusqu'à la seconde guerre mondiale. Seule ville importante de la côte occidentale de l’Italie du Sud à avoir échappé à la domination arabe, Salerne, qui entretint néanmoins un commerce actif avec les musulmans, fut un des grands centres du travail de l’ivoire au XIe siècle.
La première documentation des ivoires se trouve dans les inventaires de la cathédrale de Salerne au début du XVIe siècle. Un manque de sources écrites supplémentaires provoque un débat sur le moment et l'endroit où les ivoires ont été sculptés, qui les a commandés, la disposition des panneaux et les origines géographiques et culturelles des artistes. Les plaques font partie d'un vaste groupe d'artefacts en ivoire de la même époque et de la même région du sud de l'Italie. Il s'agit de collections d'objets tels que des oliphants, des boîtes en os et en ivoire, des pièces d'échecs, des boîtes siculo-arabes, des ivoires italo-byzantins, le cercueil Farfa et la série des Ivoires de Grado. La datation des ivoires s'étend de la fin du XIe au milieu du XIIe siècle. La séquence et la disposition originales des ivoires sont inconnues. Les érudits ont suggéré que les plaques faisaient partie d'un trône, d'un cercueil ou d'une porte, mais aucune preuve n'a été trouvée pour étayer ces propositions. La seule documentation discutant d'un ordre d'arrangement pour les plaques est la mort de l'archevêque de la cathédrale Lucio Sanseverino en 1623, lorsqu'il a demandé qu'elles soient accrochées à un autel de la cathédrale.

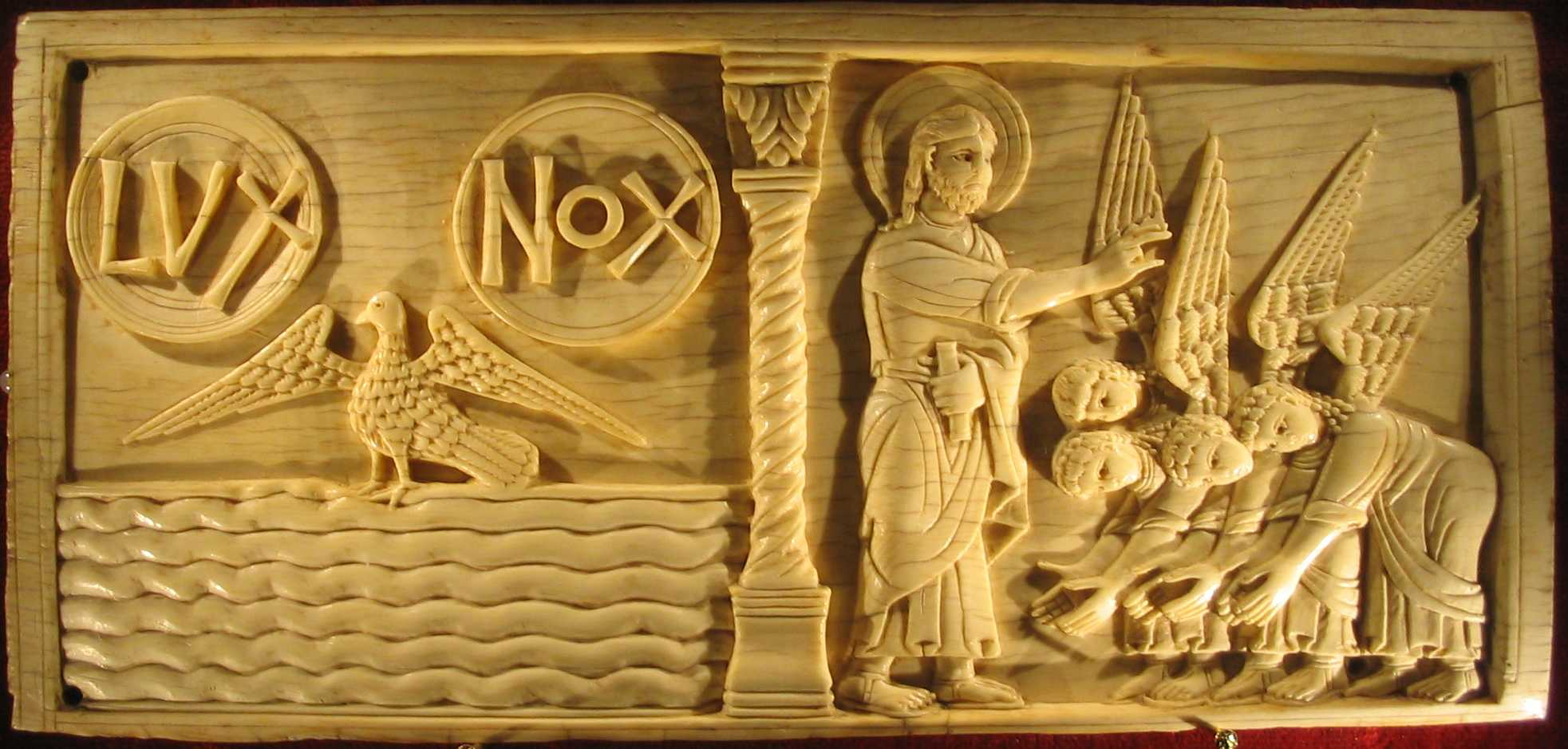
Plaque représentant la Création à partir de l'Ancien Testament.

Bien que les origines exactes soient inconnues, la théorie populaire suggère qu'ils sont originaires de l'archipel campanien opposé à Salerne ou Amalfi. Les plaques sont similaires aux mosaïques siciliennes trouvées dans la chapelle palatine de Palerme ainsi que dans la cathédrale de Monreale. De plus, cette structure est un mélange de styles fatimide, normand et byzantin, ce qui révèle les liens étendus que l'Italie avait à l'époque. Ces connexions sont également visibles à Amalfi, où les plaques ont été créées. Leurs relations avec des partenaires commerciaux musulmans relient les commerçants italiens à l'Égypte et aux routes commerciales africaines. Les panneaux provenant d'ateliers du royaume de Sicile ou du Levant du XIIe siècle sont associés à la cour normande ou affiliés à d'éventuels liens monastiques.

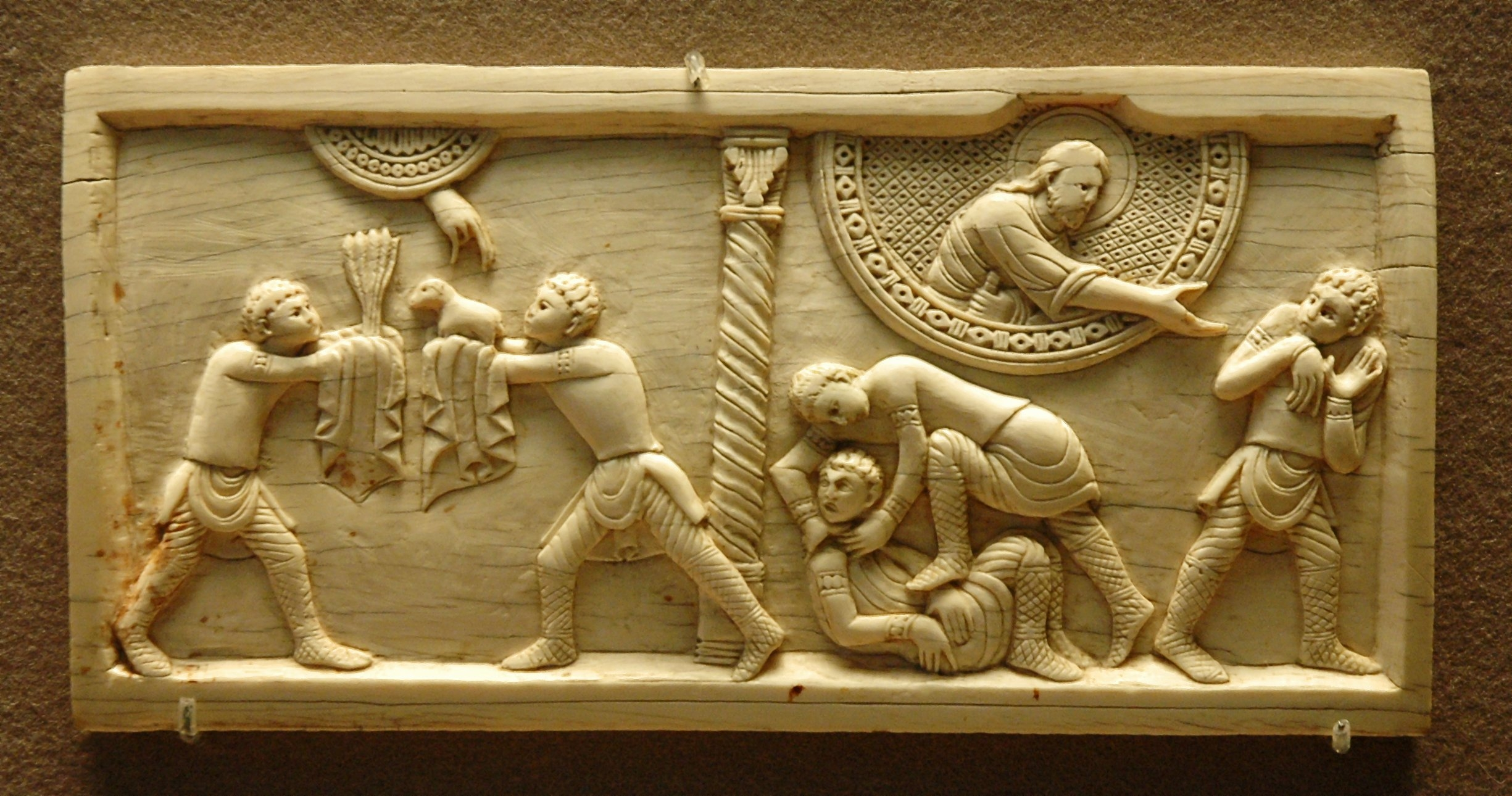
Plaque représentant Caïn et Abel du cycle de l'Ancien Testament.

Une autre possibilité est qu'ils aient été commandés par l'archevêque Alfanus après la consécration de la cathédrale de Salerne dans le dernier quart du XIe siècle. Alfanus a été associé à la réalisation d'un cycle similaire à abbaye territoriale du Mont-Cassin. Une autre théorie est que les panneaux ont été commandés par l'archevêque de Salerne, Guillaume de Ravenne, vers 1140, pour la rénovation de l'autel de la cathédrale, un événement qui a été documenté en 1137.
En raison de son caractère essentiel et de son extrême synthèse, on pense que l'auteur de l'Ancien Testament pourrait être originaire du nord de l'Europe ou d'Italie, et qu'il connaissait bien les sculptures de ces lieux, en particulier les reliefs de la cathédrale de Modène de Wiligelmo, ou les sculptures du cloître de l'abbaye Saint-Pierre de Moissac.
Il faut attribuer aux mêmes ateliers quelques ivoires, plaques et triptyques visibles au musée du Louvre et au Metropolitan Museum de New York, dont l’iconographie et le style, moins puissant cependant, découlent de ceux des Ivoires de Salerne. La critique moderne tend également à attribuer à l’école de Salerne un certain nombre d’olifants où des motifs d’origine orientale voisinent avec des thèmes antiques et où l’on retrouve certains éléments décoratifs, animaux et végétaux, des bordures des plaques (olifants du musée des arts précieux Paul-Dupuy à Toulouse, du Louvre).

## Description

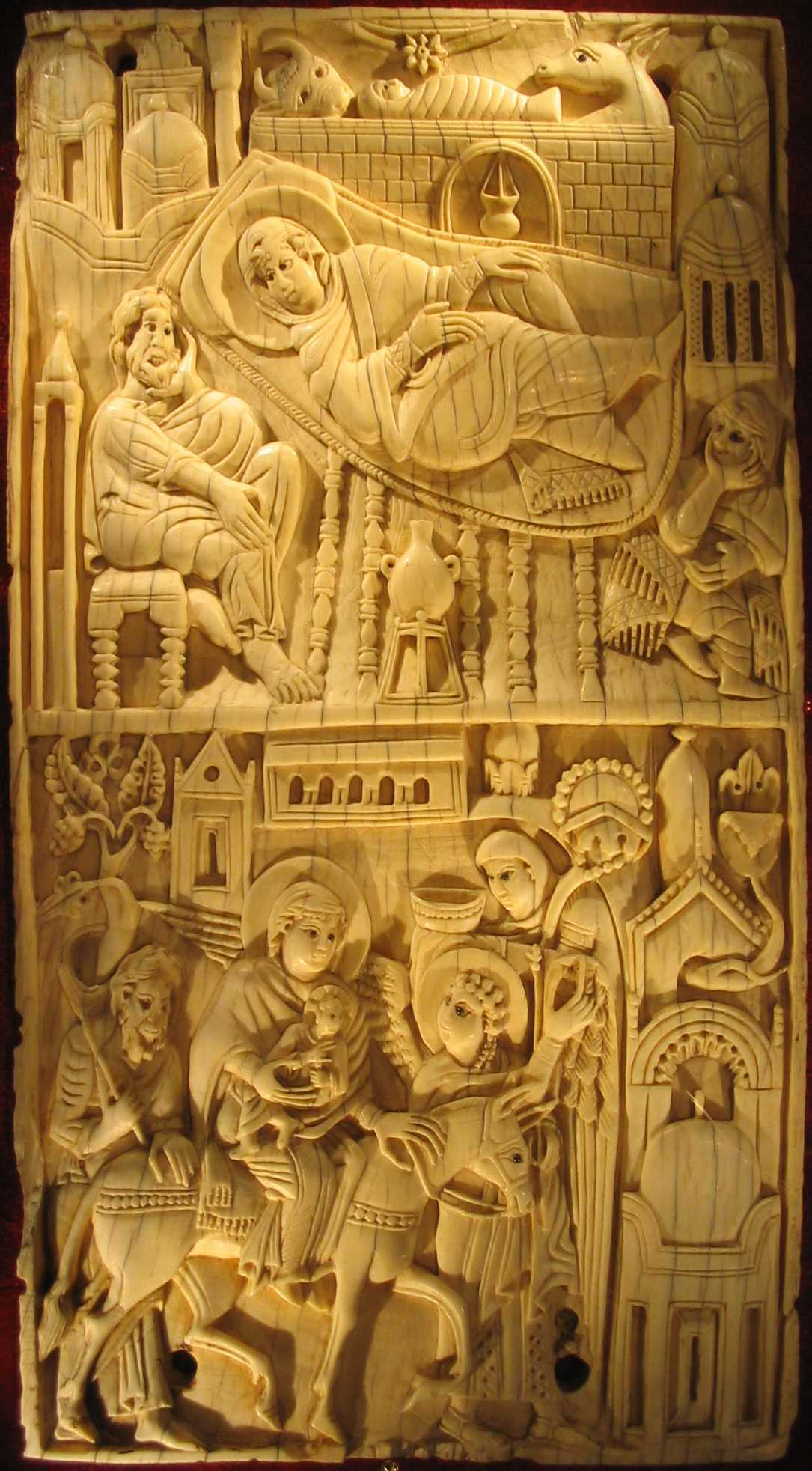
Un panneau des Ivoires de Salerne représentant la Nativité et la Fuite en Égypte.

L'existence entre 38 et 70 plaques figuratives, treize médaillons et dix-sept fragments de sculpture de bordure est contestée,. La majorité des panneaux sont bien conservés et en excellent état. Ils sont sculptés en relief dans des segments plats d'ivoire. Dix-huit plaques représentent des scènes de l'Ancien Testament,. Ces plaques ont en moyenne de 12 cm à 24 cm de large et environ 9 cm de haut, tandis que de nombreuses plaques du Nouveau Testament mesurent en moyenne 24 cm de haut et 12 cm de large. Les corniches et bordures ont en moyenne de 21 à 25 cm de long sur environ 7 cm de large. Les colonnes de support mesurent environ 23 cm par 2 cm et les bustes font 6 cm au carré. La plupart des plaques sont divisées en une moitié supérieure et une moitié inférieure et contiennent deux scènes distinctes, à quelques exceptions près,. Les plaques qui représentent l'Ancien Testament sont orientées horizontalement, tandis que les plaques qui représentent le Nouveau Testament sont orientées verticalement.
Les plaques illustrent un récit linéaire complet de la vie de Jésus-Christ avec les phases les plus importantes de sa vie, de sa naissance et de son enfance à sa résurrection. La série de plaques de l'Ancien Testament contient une série de scènes commençant par La Création, puis racontent les histoires d'Adam et Ève, Caïn et Abel, Noé, Abraham, Isaac, Jacob et Moïse, se terminant par Moïse recevant les tables de la Loi,. La série du Nouveau Testament comprend des scènes telles que la Guérison des aveugles et des boiteux, l'Apparition du Christ au lac de Tibériade et L'Annonce de la résurrection aux apôtres par Marie. Contrairement à d'autres œuvres médiévales tardives où des épisodes de l'Ancien et du Nouveau Testament sont illustrés côte à côte, les deux Testaments apparaissent sur des plaques séparées dans les Ivoires de Salerne.
Chaque plaque est sculptée en haut-relief, avec des personnages, des objets et des animaux de la scène semblant sortir du panneau d'ivoire. Certaines des figures ont des yeux de verre encore intacts dans des couleurs comme le bleu, le noir ou le rouge. Chaque scène est bordée sur les bords d'ivoire et toute la série a des corniches décoratives détachées, des bordures et des colonnettes. Les corniches et les bordures contiennent des volutes décorées, des plantes et des cornes d'abondance, tandis que les colonnettes contiennent une colonne torsadée décorative. Il y a aussi de petits portraits en buste, carrés et circulaires, de différents apôtres et donateurs.
Les chercheurs utilisent des illustrations manuscrites et des monuments contemporains en ivoire comme sources pour l'iconographie des Ivoires de Salerne. Ces sources comprennent un manuscrit du VIe siècle ;  la Genèse de Cotton, l'Octateuque byzantin, les Ivoires de Grado et le Farfa Casket ont tous une profonde influence stylistique sur les Ivoires de Salerne.
Le Nouveau Testament frappe d'emblée par sa tendance, avec des tablettes toujours divisées en deux épisodes, mais cette fois superposées ; cela suggère que, dans la position d'origine du cycle, il avait une fonction différente, presque centrale, dans la composition. Un autre facteur pertinent est le style différent, résultat de la fusion entre les styles normand, arabe et byzantin, ce dernier tendant à la récupération de l'art classique, signe tangible que l'œuvre est attribuable à au moins trois maîtres, et avec un surabondance de décors et d'arrière-plans qui suggèrent une sorte d'horror vacui. Il existe également des références spécifiques à Salerne et au monde oriental, la ville et les temples ressemblant davantage à des minarets et des mosquées qu'à des églises chrétiennes. Les sources iconographiques de référence sont les Ivoires de Grado et le Protévangile de Jacques.
Le « choix »précis des épisodes représentés suggère cependant que le cycle n'a pas été conçu comme une « Bible des pauvres », comme on l'a cru à tort pendant des années, mais que derrière les auteurs il y avait une commission spécifique et certainement cultivée, peut-être ecclésiastique : toutes les figures, même les plus humbles, n'apparaissent jamais grossières ou incultes, mais toujours travaillées avec une extrême précision et finesse.

### Anomalies iconographiques
Les chercheurs ont découvert que les Ivoires de Salerne contiennent plusieurs anomalies iconographiques liées à des scènes de l'Ancien Testament. Ces iconographies sont considérées comme des anomalies en raison de leur imagerie inhabituelle et de la manière dont elles s'écartent des scènes habituelles de l'Ancien Testament. Des scènes typiques de l'Ancien Testament telles que celles trouvées dans les fresques des églises siciliennes de Monreale et de Palerme peuvent être attribuées à la Genèse de Cotton. Cependant, les Ivoires de Salerne incluent des scènes qui sont pour la plupart inexpliquées. De plus, il y a une illustration dérivée du Livre de la Genèse 1: 2-5 avec des sphères intitulées « Lux » et « Nox », une autre scène de Noé créant une arche de forme étrange, et enfin une représentation d'Abraham et de Dieu ensemble à un autel. La plus intéressante de toutes est une plaque exposant la création du soleil, de la lune et des étoiles. Bien que cette scène ait des caractéristiques en commun avec d'autres cycles de la Genèse, elle diffère considérablement des représentations traditionnelles de l'Ancien Testament.
Certaines de ces tablettes ne se trouvent plus à Salerne, mais sont exposées dans certains des musées les plus importants du monde. Celle avec les Histoires de Caïn et Abel, au musée du Louvrem à Paris présente une « invention » originale de l'auteur, la mort d'Abel survenant par strangulation. Celle de la Création des animaux, sciée en deux parties, est conservée respectivement à Budapest et à New York ; cette dernière présente une autre référence à l'art carolingien puisque parmi les bêtes figure une pistrice, hybride entre renard et serpent de mer typique de la sculpture franco-gothique.

## Technique
La technique utilisée est celle de la gravure directe sur les tablettes, avec de nombreuses esquisses initiales de l'œuvre achevée dont il reste une trace claire au dos de celles-ci, après avoir été trempées dans du vinaigre pour les repasser et les rendre plus ductile au traitement ; à cela s'ajoute la technique, d'origine carolingienne, de la fusion directe de perles de pâte de verre noire sur l'ivoire en guise de décoration pour les yeux des personnages.

## Importance politique
On pensait que les Ivoires de Salerne avaient été créés à la fin du XIe siècle, lorsque les Normands d'Italie unissaient des principautés sous différentes autorités.
Les ivoires sont principalement compris comme des œuvres religieuses chrétiennes, mais certains chercheurs ont également proposé qu'ils aient également une signification politique. Bien qu'il y ait un manque de preuves documentaires suggérant explicitement le message politique derrière les ivoires, certains chercheurs pensent que le message politique réside dans les panneaux eux-mêmes. Plusieurs aspects du cycle de l'Ancien Testament, tels que les thèmes de l'alliance et les anomalies iconographiques, peuvent référer aux événements de la querelle des Investitures qui sont pertinents avec la chronologie des Ivoires de Salerne,.

## Dispersion et hypothèses d'utilisation
Quand et comment la désintégration du cycle et la dispersion des plaques ont eu lieu ne sont pas documentés. Ce qui est certain, c'est que, contrairement aux idées reçues, peu d'entre elles ont été volées : de quelque partie de la Cathédrale où elles aient été conservées, il est certain qu'un vol sous les yeux de tous, paraît en effet peu probable. Au verso de la tablette avec La Création des animaux conservée à Budapest est gravée, en hongrois, une inscription qui se lit comme suit : « Pris chez un antiquaire de Naples, mais provenant de Salerne, en 1823 » ; à moins qu'il ne s'agisse d'un vol sacrilège sensationnel, il semble peu probable qu'un antiquaire ait volé un objet sacré aussi important et célèbre dans une église et l'ait ensuite vendu à un étranger. Il est plus probable qu'elle, comme les autres disparues, ait été régulièrement vendue, mais aucun document ne le prouve.
L'antependium est mentionné pour la première fois au début du XVIe siècle, lorsqu'il est nommé comme « une grande table d'ivoire » (cona de ebore magno) située dans la sacristie de la cathédrale de Salerne : c'est probablement le même panneau qui fut vu et décrit avec précision au milieu du XIXe siècle par l'historien d'art français Charles Rohault de Fleury, à qui l'on doit la première preuve directe de l'œuvre in situ, et qui n'était probablement pas sa situation d'origine : en observant attentivement le graphisme, il note que tous les épisodes n'étaient pas en succession chronologique, et même certaines tablettes encore existantes n'étaient même pas présentes dans l'ouvrage.
Une autre hypothèse, formulée au début des années soixante et considérée comme valable jusqu'en 1980, est celle de l'Allemand Hans Hempel, selon laquelle les ivoires ornaient une chaire épiscopale (sinon allégorique) sur le modèle des Ivoires de Grado ; à la même époque, l'Anglais Robert Bergman prétend qu'elles décoraient une porte au bout de l'iconostase de la cathédrale de Salerne. D'autres hypothèses prétendent qu'elles couvraient une capsa reliquaire, sinon même l'ancien autel de la Cathédrale, mais sans doute une réponse claire et définitive ne sera jamais obtenue.